# Климченко Євген Іванович
Євген Іванович Климченко (нар. 5 березня 1924, село Лаговщина Оршанського повіту, тепер Толочинського району Вітебської області, Білорусь — 22 листопада 1989, місто Мінськ, тепер Білорусь) — радянський діяч, новатор виробництва, слюсар-інструментальник Мінського тракторного заводу Білоруської РСР. Член ЦК КПРС у 1976—1986 роках. Депутат Верховної ради СРСР 8-го скликання. Герой Соціалістичної Праці (5.08.1966).

## Життєпис
Народився в багатодітній селянській родині. Початкову освіту здобув у неповній середній школі села Велике Зубово Леснянської сільської ради Круглянського району, потім закінчив сім класів неповної середньої школи в селі Воронцевичі Волковицької сільської ради. У 1940—1941 роках — учень школи фабрично-заводського навчання в місті Вітебську.
З березня 1941 року — слюсар-інструментальник заводу міста Новосибірська.
У 1941—1949 роках — у Червоній армії, служив у залізничних частинах. У 1947 році в званні старшого сержанта служив у 4-му окремому будівельно-дорожньому залізничному батальйоні.
Член ВКП(б) з 1944 року.
У 1949—1975 роках — слюсар-лекальник, слюсар-інструментальник Мінського тракторного заводу Білоруської РСР.
Указом Президії Верховної Ради СРСР від 5 серпня 1966 року за особливі заслуги у виконанні завдань семирічного плану і досягнення високих виробничих показників Климченку Євгену Івановичу присвоєно звання Героя Соціалістичної Праці з врученням ордена Леніна і золотої медалі «Серп і Молот».
У березні 1975 — листопаді 1989 року — слюсар-інструментальник Мінського тракторобудівного виробничого об'єднання Білоруської РСР. Обирався заступником голови Білоруської республіканської ради наставників
Помер 22 листопада 1989 року. Похований на Північному цвинтарі міста Мінська.

## Нагороди і звання
- Герой Соціалістичної Праці (5.08.1966)
- два ордени Леніна (5.08.1966; 2.03.1984)
- орден Жовтневої Революції (23.03.1976)
- срібна та бронзова медалі ВДНГ СРСР.
- медалі
- Заслужений працівник промисловості Білоруської РСР (1974)
- Заслужений наставник працюючої молоді Білоруської РСР (1978)